# Wola Domatkowska
Wola Domatkowska – przysiółek wsi Domatków w Polsce położony w województwie podkarpackim, w powiecie kolbuszowskim, w gminie Kolbuszowa. 
Wola Domatkowska należy do parafii Miłosierdzia Bożego, należącej do dekanatu Kolbuszowa Zachód, diecezji rzeszowskiej.
Do 1 kwietnia 1933 stanowiła odrębną gminę jednostkową; zniesioną i włączoną do Domatkowa.
W latach 1951–1975 Wola Domatkowska wraz z Zagranicą wchodziły w skład wsi Brzezówka, gdzie stanowiły integralne przysiółki tejże wsi. 1 stycznia 1967 roku zniesiono wieś Brzezówkę a jej obszar włączono do wsi Domatków.
W latach 1975–1998 przysiółek administracyjnie należał do województwa rzeszowskiego.